# A Rainha Cristina (pintura)
A Rainha Cristina (em sueco: Drottning Kristina) é uma pintura a óleo sobre tela realizada pelo artista holandês David Beck em 1650. 

A obra retrata a rainha Cristina da Suécia num estilo do tipo barroco. É um retrato realista e cheio de simbolismo alegórico, ao sabor da época.

Atualmente, está exposta no Museu Nacional de Belas-Artes da Suécia, em Estocolmo.